# Stenobothrus selmae
Stenobothrus selmae är en insektsart som beskrevs av Ünal 1999. Stenobothrus selmae ingår i släktet Stenobothrus och familjen gräshoppor. Inga underarter finns listade i Catalogue of Life.